# Стирчу
Стирчу (рум. Stârciu) — село у повіті Селаж в Румунії. Входить до складу комуни Хороату-Красней.
Село розташоване на відстані 384 км на північний захід від Бухареста, 14 км на південний захід від Залеу, 62 км на північний захід від Клуж-Напоки.

## Населення
За даними перепису населення 2002 року у селі проживали 1023 особи.
Національний склад населення села:
| Національність | Кількість осіб | Відсоток |
| -------------- | -------------- | -------- |
| румуни         | 950            | 92,9%    |
| цигани         | 66             | 6,5%     |
| угорці         | 7              | 0,7%     |

Рідною мовою назвали:
| Мова      | Кількість осіб | Відсоток |
| --------- | -------------- | -------- |
| румунська | 1002           | 97,9%    |
| циганська | 13             | 1,3%     |
| угорська  | 8              | 0,8%     |